# CD Badajoz
A CD Badajoz, teljes nevén Club Deportivo Badajoz egy spanyol labdarúgócsapat. A klubot 1905-ben alapították, jelenleg a harmadosztályban szerepel.

## Története
A klubot 1905-ben alapították. Az országos bajnokságba az 1940-41-es szezonban kapcsolódott be, ekkor a harmadosztályban indult. 1953-ban jutott fel először a másodosztályba, ekkor hét szezont tölthetett el itt. 1977-ben tagja volt az újonnan létrehozott harmadosztályú bajnokság, a Segunda B első szezonjának.
A következő hosszabb másodosztályú tagság 1992-ben kezdődött, innentől egészen 2002-ig a Badajoz a Segunda División tagja volt. Legjobb eredménye három egymást követő hatodik hely volt 1995 és 1998 között. Az első osztályban soha nem szerepelhetett.
2006-ban egy másik badajozi csapat, a Cerro de Reyes mentette meg a megszűnéstől. A Cerro átvette a Badajoz helyét a harmadosztályban, és a kölcsönöket is magára vállalta. A Badajoz innenől négy évig a negyedosztály tagja volt, 2010-ben jutott vissza a harmadosztályba.

## Jelenlegi keret
| #  |               | Poszt | Név            |
| -- | ------------- | ----- | -------------- |
| 1  | ESP           | K     | Mikel Pagola   |
| 2  | ESP           | KP    | Marc Mateu     |
| 3  | ESP           | V     | Gabi Grillé    |
| 4  | ESP           | V     | Aloisio        |
| 5  | ESP           | KP    | Curro          |
| 6  | POR           | KP    | Sandro         |
| 7  | ESP           | V     | Jaraíz         |
| 8  | ESP           | KP    | Samuel Bayón   |
| 9  | ESP           | KP    | Juan Viyuela   |
| 10 | ESP           | KP    | Tete           |
| 11 | ESP           | KP    | Alberto Cajoto |
| 12 | Bissau-Guinea | CS    | Amido Baldé    |

| #  |         | Poszt | Név               |
| -- | ------- | ----- | ----------------- |
| 13 | POR     | K     | Bruno Costa       |
| 14 | CMR     | CS    | Paolo Etamané     |
| 15 | POR     | V     | João Cardoso      |
| 16 | ESP     | KP    | Toni Vela         |
| 17 | ESP     | KP    | Álex Herrera      |
| 18 | Uruguay | V     | Martín Díaz       |
| 19 | ESP     | CS    | Juan Carlos Ortiz |
| 20 | ESP     | KP    | David Parada      |
| 21 | ESP     | V     | Solano            |
| 22 | TUN     | KP    | Amine Saïd        |
|    | Francia | KP    | Nassim Boukhelifa |

## Statisztika
| Szezon  | Osztály    | Poz. | Copa del Rey |
| ------- | ---------- | ---- | ------------ |
| 1940/41 | 3ª         | 3.   |              |
| 1941/42 | Regionális | —    |              |
| 1942/43 | Regionális | —    |              |
| 1943/44 | 3ª         | 2.   |              |
| 1945/45 | 3ª         | 1.   |              |
| 1945/46 | 3ª         | 1.   |              |
| 1946/47 | 3ª         | 3.   |              |
| 1947/48 | 3ª         | 3.   |              |
| 1948/49 | 3ª         | 6.   |              |
| 1949/50 | 3ª         | 13.  |              |
| 1950/51 | 3ª         | 5.   |              |
| 1951/52 | 3ª         | 7.   |              |
| 1952/53 | 3ª         | 1.   |              |
| 1953/54 | 2ª         | 9.   |              |
| 1954/55 | 2ª         | 8.   |              |
| 1955/56 | 2ª         | 10.  |              |
| 1956/57 | 2ª         | 7.   |              |
| 1957/58 | 2ª         | 12.  |              |
| 1958/59 | 2ª         | 14.  |              |

| Szezon  | Osztály | Poz. | Copa del Rey |
| ------- | ------- | ---- | ------------ |
| 1959/60 | 2ª      | 16.  |              |
| 1960/61 | 3ª      | 3.   |              |
| 1961/62 | 3ª      | 12.  |              |
| 1962/63 | 3ª      | 3.   |              |
| 1963/64 | 3ª      | 3.   |              |
| 1964/65 | 3ª      | 1.   |              |
| 1965/66 | 2ª      | 16.  |              |
| 1966/67 | 3ª      | 1.   |              |
| 1967/68 | 2ª      | 13.  |              |
| 1968/69 | 3ª      | 6.   |              |
| 1969/70 | 3ª      | 4.   |              |
| 1970/71 | 3ª      | 12.  |              |
| 1971/72 | 3ª      | 8.   |              |
| 1972/73 | 3ª      | 3.   |              |
| 1973/74 | 3ª      | 12.  |              |
| 1974/75 | 3ª      | 9.   |              |
| 1975/76 | 3ª      | 14.  |              |
| 1976/77 | 3ª      | 6.   |              |
| 1977/78 | 2ªB     | 15.  |              |

| Szezon  | Osztály | Poz. | Copa del Rey |
| ------- | ------- | ---- | ------------ |
| 1978/79 | 2ªB     | 16.  |              |
| 1979/80 | 2ªB     | 10.  |              |
| 1980/81 | 2ªB     | 6.   |              |
| 1981/82 | 2ªB     | 17.  |              |
| 1982/83 | 2ªB     | 8.   |              |
| 1983/84 | 2ªB     | 4.   |              |
| 1984/85 | 2ªB     | 19.  |              |
| 1985/86 | 3ª      | 1.   |              |
| 1986/87 | 3ª      | 2.   |              |
| 1987/88 | 2ªB     | 2.   |              |
| 1988/89 | 2ªB     | 4.   |              |
| 1989/90 | 2ªB     | 6.   |              |
| 1990/91 | 2ªB     | 1.   |              |
| 1991/92 | 2ªB     | 2.   |              |
| 1992/93 | 2ª      | 11.  |              |
| 1993/94 | 2ª      | 11.  |              |
| 1994/95 | 2ª      | 14.  |              |

| Szezon  | Osztály | Poz. | Copa del Rey |
| ------- | ------- | ---- | ------------ |
| 1995/96 | 2ª      | 6.   |              |
| 1996/97 | 2ª      | 6.   |              |
| 1997/98 | 2ª      | 6.   |              |
| 1998/99 | 2ª      | 14.  |              |
| 1999/00 | 2ª      | 16.  |              |
| 2000/01 | 2ª      | 14.  |              |
| 2001/02 | 2ª      | 12.  |              |
| 2002/03 | 2ª      | 22.  |              |
| 2003/04 | 2ªB     | 4.   |              |
| 2004/05 | 2ªB     | 7.   |              |
| 2005/06 | 2ªB     | 7.   |              |
| 2006/07 | 3ª      | 7.   |              |
| 2007/08 | 3ª      | 8.   |              |
| 2008/09 | 3ª      | 5.   |              |
| 2009/10 | 3ª      | 1.   |              |
| 2010/11 | 2ªB     | —    | 3. kör       |

## Ismertebb játékosok
| - Ze Tó - Bernardo Matias - Alberto Arriola - Sebastián Battaglia - Héctor Bracamonte - Ezequiel Castillo - Fernando D'Amico - Patricio D'Amico - José Gallego - Rubén Garate - Lucas Gatti - Pedro González - Mauricio Hanuch - Alejandro Limia - Mauricio López - Alejandro Mancuso - Paulo Pérez - Martín Romagnoli - Ricardo Silva - Taquito - Marcelo Trobbiani - Guillermo Valdéz - Jovo Mišeljić - Armindo - Marco Aurelio - Luis Fernando - Magrão - Sandro Marques - David Pereira - Tiago - David Bisconti - Ivica Barbarić - Thomas Gant - Nasser Hakkar - Arriki - Martín Machón - Toni Soares - Zeferino - Prince Daye - Kamal Assou - Samuel Okunowo - Amarilla | - Miguel Caceres - Carlos Torres - Pablo Zegarra - Nuno Rodrigues - Tulipa - Soares - Danut Voicila - Boubacar Camara - Lima - Srdjan Mladenovic - Zdenko Muf - Adelardo - José Luis Aguirre - Paco Alegre - Miguel Alfonso - Aureli Altimira - Pablo Ancos - Ángelo - Alfred Argensó - Román Arreitunandía - Javier Artero - Adolfo Baines - David Bauzá - Eusebio Bejarano - Jesús Bernal - Gorka Bidaurrázaga - Manolo Blazquez - Quino Cabrera - Ricardo Cavas - Cubi - "Cerebro" González - Cheli - José María Cidoncha - Pedro Cordero - Mario Cotelo - Sergio Cruz - Mario Cubillas - Enric Cuxart - Sergio de la Cruz - Óscar de Paula - Antonio Durán | - Eloy - Jorge Espeleta - Agustín Expósito - Iván Fernández - Nauzet Fernández - Vicente Fernández - Raúl Ferrer - Enrique Galán - José Luis Gallardo - Sergio Gámiz - Raúl Gañán - Gerardo - Juan Manuel Generelo - David Generelo - Gorka González - Guzmán - Paco Herrera - Sergio Iglesias - Agustín Izquierdo - Jano - Job - Óscar Jornet - José - José Luis - Josemi - Pedro Largo - Isidoro Lavado - Leandro - Emilio López - López Martín - Ángel Lozano - Luismi - José Juan Luque - Sergio Mantecón - Pablo Manzano - Fernando Marín - Jonay Martín - Xavi Molist - Antonio Moreno - Sergio Morgado - Xavi Moro | - Pedro Munitis - Muñoz - Pedro Nieto - Paco - Manolo Parra - Patri - Pepín - Emilio Pérez - Rubén Pérez - Manuel Pinto - Emilio Pinto - Poli - Rafa Pozo - Quetglás - José Antonio Quiroga - Rodri - Eduardo Rodríguez - Diego Román - Ruby - José María Sala - Óscar Sánchez - Sabino - Sandro - José Luis Sarabia - Marcos Sequeiros - Domingo Serrano - Tian - Toni Tienza - "Tigre" Valverde - Fernando Tocornal - Txutxi - Tete - Tito Vilanova - Francisco Villarroya - Jorge Zafra - Pablo Zuluaga - Joyce Moreno - Valeri Broshin - Hennagyij Perepadenko - Alejandro Traversa - Nathan Jones |

## Külső hivatkozások
- Hivatalos weboldal (spanyolul)
- Futbolme (spanyolul)